# Sławomir Wiak
Sławomir Jan Wiak (ur. 14 sierpnia 1948 w Janówku) – polski inżynier, specjalista w zakresie elektrotechniki, modelowania komputerowego i systemów informatycznych, profesor nauk technicznych, profesor zwyczajny Politechniki Łódzkiej, rektor tej uczelni w kadencji 2016–2020.

## Życiorys
Syn Henryka. W 1967 ukończył Technikum  Elektrotechniczne w Żychlinie i zdał maturę. Następnie rozpoczął studia na Politechnice Łódzkiej ukończone uzyskaniem tytułu zawodowego magistra inżyniera w 1973. Jeszcze w trakcie studiów podjął pracę w Politechnice Łódzkiej, najpierw jako asystent stażysta, a następnie jako asystent i wreszcie starszy asystent. W 1979 obronił pracę doktorską pt. Obliczanie nieustalonego pola elektromagnetycznego w ferromagnetykach zrealizowaną pod kierunkiem profesora Kazimierza Zakrzewskiego. Po doktoracie odbył staże zagraniczne na University of Southampton w Wielkiej Brytanii oraz na Uniwersytecie w Pawii we Włoszech. Rezultatem pobytów w pierwszym z tych ośrodków była zakończona w 1990 rozprawa habilitacyjna pt. Analiza pól elektromagnetycznych niestacjonarnych metodą różnic skończonych w obwodach magnetycznych przetworników elektromagnetycznych. W 1993 został zatrudniony na stanowisku profesora nadzwyczajnego, a w 2005 zwyczajnego. 2 stycznia 2002 otrzymał tytuł profesora nauk technicznych. Od października 2007 do października 2008 był dyrektorem Instytutu Mechatroniki i Systemów Informatycznych, a następnie w latach 2008–2012 dziekanem Wydziału Elektrotechniki Elektroniki, Informatyki i Automatyki PŁ. W październiku 2012 powołany na stanowisko prorektora ds. edukacji Politechniki Łódzkiej. W kwietniu 2016 został wybrany na rektora Politechniki Łódzkiej większością 79 do 37 głosów na czteroletnią kadencję (od 1 września 2016).
Jego dorobek naukowy obejmuje ponad 300 artykułów naukowych. Jest autorem lub współautorem około 60 publikacji w renomowanych czasopismach naukowych, 6 monografii, kilkunastu rozdziałów w książkach oraz 6 podręczników i skryptów. Współpracuje lub współpracował z różnymi ośrodkami naukowymi za granicą, w tym uczelniami w Southampton w Wielkiej Brytanii, Pawii we Włoszech, Mariborze w Słowenii, Pilźnie w Czechach, Coimbrze w Portugalii, Vigo w Hiszpanii, Arras we Francji, Ankarze w Turcji oraz z Akademią Nauk Republiki Czeskiej.

## Odznaczenia
Odznaczony Srebrnym (1997) i Złotym (2011) Krzyżem Zasługi, Krzyżem Kawalerskim Orderu Odrodzenia Polski (2020), srebrnym Medalem Alessandra Volty (nadanym przez Uniwersytet w Pawii z okazji 200-lecia wynalazku Alessandra Volty), Honorową Odznaką Miasta Łodzi oraz Medalem im. prof. Eugeniusza Jezierskiego przyznawanym przez oddział łódzki SEP. Nagradzany wielokrotnie nagrodami rektora Politechniki Łódzkiej oraz nagrodami branżowymi PAN. W 2018 otrzymał tytuł doctora honoris causa francuskiego Université d’Artois.